# Diplomatisk rang
Diplomatisk rang er et rangsystem, der bruges i diplomati og internationale relationer. En diplomats rang bestemmer mange ceremonielle detaljer, såsom rækkefølgen af forrang ved officielle processioner, bordsæder ved statsmiddage, hvordan diplomaten tituleres etc.
Moderne diplomatisk praksis følger Wienerkonventionen om diplomatiske relationer af 1961, som bl.a. fastsætter internationale regler for diplomatisk samkvem mellem stater og diplomatiske udsendtes privilegier og immunitet.
Der findes en række diplomatiske rækker under ambassadøren. I dag der der sjældent sammenhæng mellem en diplomats rang og hans/hendes beføjelser, men afspejler snarere diplomatens individuelle anciennitet inden for deres egen lands diplomatiske karrierevej og i det diplomatiske korps i værtsnationen:
- Ambassadør
- Ministerråd
- Ambassaderåd
- Første ambassadesekretær
- Anden ambassadesekretær
- Tredje ambassadesekretær
- Attaché
- Assisterende Attaché

 Der er for få eller ingen kildehenvisninger i denne artikel, hvilket er et problem. Du kan hjælpe ved at angive troværdige kilder til de påstande, som fremføres i artiklen.